# Edward Arthur Butler

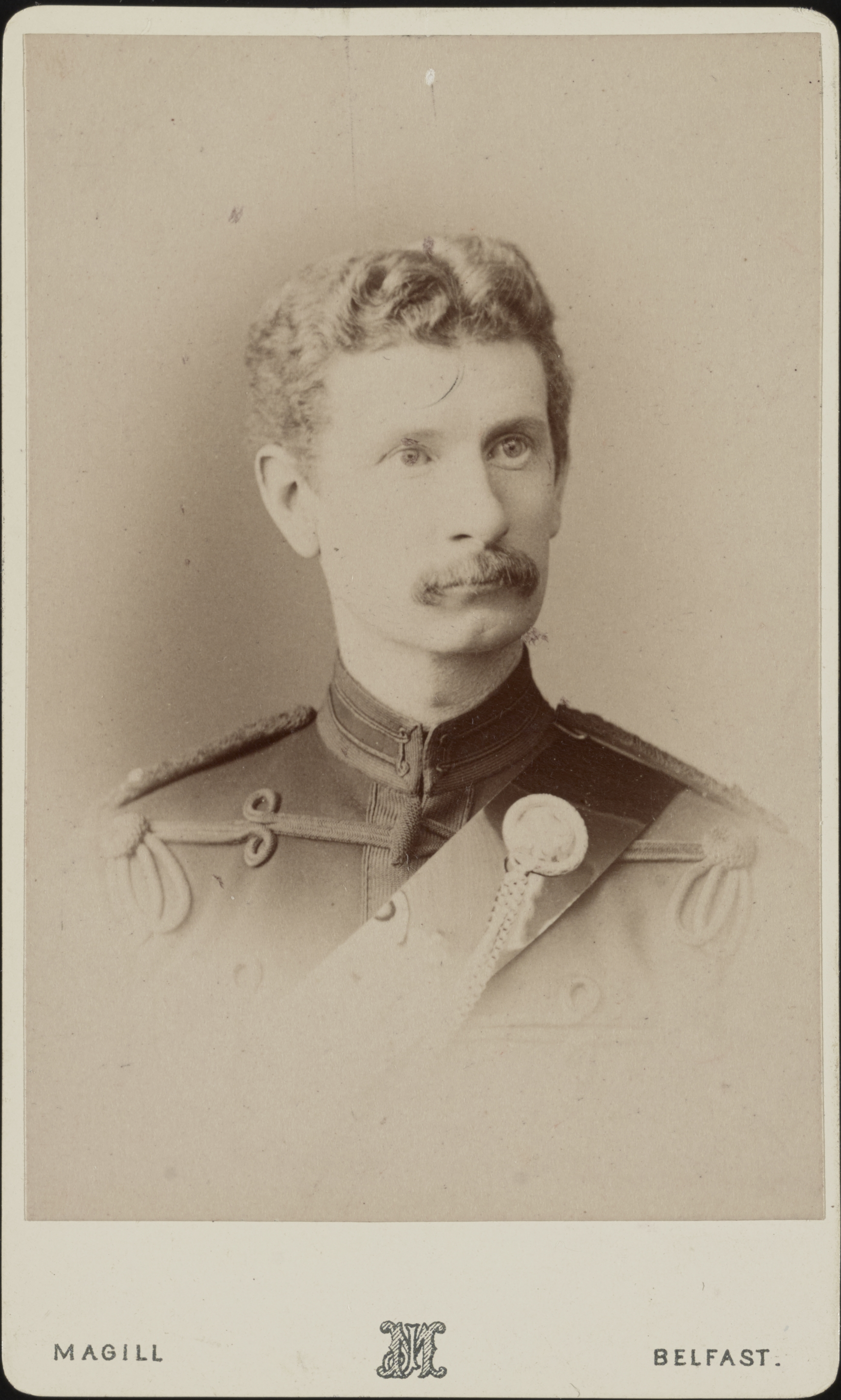
Edward Arthur Butler (1843–1916)

Edward Arthur Butler (* 4. Juli 1843 in Warwickshire; † 16. April 1916 in Stokesby) war ein britischer Offizier und Ornithologe.

## Leben
Butler war der dritte Sohn von Hon. Charles Lennox Butler (1813–1885) aus dessen erster Ehe mit Eliza Holland und väterlicherseits Enkel von James Butler, 13. Baron Dunboyne (1780–1850). Er besuchte das Eton College. 1864, im Alter von 21 Jahren, trat er als Ensign in das 83rd (County of Dublin) Regiment of Foot der British Army ein. Er stieg dort 1867 zum Lieutenant und 1870 zum Captain auf. Sein Regiment wurde 1881 mit dem 86th (Royal County Down) Regiment of Foot zusammengelegt und zu Royal Irish Rifles umbenannt. Im selben Jahr wurde er zum Major befördert. Im April 1885 schied er schließlich im Ehrenrang eines Lieutenant-Colonel aus dem Armeedienst aus.
In den drei Jahren, die er in Gibraltar stationiert war, lernte er Leonard Howard Loyd Irby (1836–1905) kennen, der ihm als erster die Gelegenheit gab, Vögel zu sammeln. Es folgten elf Jahre in Britisch-Indien, wo er zum ersten Mal auf Allan Octavian Hume (1829–1912) traf, mit dem ihn eine innige Liebe zur Ornithologie verband. Der Ausbruch des Ersten Burenkrieges führte ihn schließlich nach Südafrika. Hier lernte er die Ornithologen Major Henry Wemyss Feilden (1838–1921) und Captain Savil Grey Reid (1845–1915) kennen, mit denen er zusammen publizierte. Nach dem Friedensschluss wurde sein Regiment nach Hause verlegt. Butler wurde zunächst in Alderney und schließlich in Belfast stationiert, wo er auch aus dem Dienst ausschied.
1872 heiratete er Clara Maria Francis († 1912), mit der er drei Söhne bekam. Butler war ein begeisterter Präparator und Vogelsammler. Sein ältester Sohn Arthur Lennox Butler (1873–1939) war auch Ornithologe.
Seine Publikationen über indische Vögel erschienen u. a. in Stray Feathers und Bombay Gazette. Seine Beobachtungen aus der Zeit in Afrika publizierte er in The Zoologist und The Ibis.

## Dedikationsnamen
Hume widmete ihm 1878 das wissenschaftliche Artepitheton Strix butleri für den Omankauz. Der Kauz wurde in der Erstbeschreibung Asio butleri genannt und erst später der Gattung Strix zugeschlagen. In der Begründung für den Namen schrieb Hume:

„This skin I owe to my indefatigable and devoted coadjutor, Captain E. A. Butler, after whom I have named it, and to whom I must not neglect to express my many obligations. He procured it for me through one of his friends Mr. Nash, I believe from Omara, on the Mekran Coast. (deutsch: Diesen Balg verdanke ich meinem unermüdlichen und ergebenen Mithelfer Kapitän E. A. Butler, nach dem ich ihn benannte und dem gegenüber ich es nicht versäumen möchte, meine vielfachen Schuldigkeiten auszudrücken. Er besorgte ihn mir über einen seiner Freunde, Herrn Nash, ich glaube aus Omara an der Küste von Makran.“

John Henry Gurney ehrte ihn 1898 im wissenschaftlichen Namen des Nikobarensperbers (Accipiter butleri), den er als Astur butleri beschrieb. So schrieb er:

„...were shot in September 1897 on the island of Car Nicobar, in the Bay of Bengal, by Mr. A. L. Butler, and are named after Col. E. A. Butler, of Brettenham Park, Bury. (deutsch:... wurde im September von Herrn A. L. Butler auf Car Nicobar geschossen und wurde nach Oberst E. A. Butler von Brettenham Park in Bury benannt.“

George Ernest Shelley (1840–1910) widmete ihm 1882 Anthus Butleri, der sich später aber als der bereits von Martin Hinrich Lichtenstein 1842 beschriebene Gelbbrustpieper (Anthus chloris) herausstellte.

„On peace being proclaimed with the Boers, Major E. A. Butler, Major H. W. Feilden and Captain Savile Reid were quatered for about nine months at Newcastle, Natal. Here they not only made notes referrring to over 230 species, which they intend shortly to publish. Meanwhile they have permitted me to describe here the new species brought home. There I propose to name Anthus butleri (a very interesting yellow-breasted Pipit).... (deutsch: Nachdem  der Frieden mit den Buren proklamiert wurde, waren Major E.A. Butler, Major H.W. Feilden and Captain Savile Reid für ca. neun Monate in Newcastle, Natal einquartiert. Dort machten sie nicht nur Notizen über mehr als 230 Arten, die sie bald publizieren wollen. Inzwischen haben sie mir erlaubt die neuen Arten, die sie nach Hause gebracht haben, zu beschreiben. Deshalb schlage ich den Namen Anthus butleri (für einen sehr interessanten gelbbrüstigen Pieper) vor....“

## Werke
- A catalogue of the birds of Sind, Cutch, Káthiáwár, North Gujarát, and Mount Aboo, including every species known to occur in that tract of country up to date, with references showing where each species is described, and locality marking its distribution so far as is known at present in the tract of country to which the catalogue refers, by Capt. E. A. Butle. Government Central press, Bombay 1879.
- Edward Arthur Butler, Henry Wemyss Feilden, Savil Grey Reid: On the Variations in Plumage of Saxicola monticola, as observed in Natal. In: The Ibis. Band 25, Nr. 3, 1883, S. 331–337.